# Hadewijch
Hadewijch (fine XII secolo – inizio XIII secolo) è stata una mistica e poetessa fiamminga, vissuta probabilmente nel ducato di Brabante. Legata al nascente movimento delle beghine, fu tra le principali figure della letteratura volgare europea sviluppatasi in quel periodo. Scrisse anche opere in prosa.

## Biografia
Non si posseggono notizie biografiche certe riguardanti la scrittrice, al di fuori delle indicazioni contenute nelle sue opere, tramite le quali ha rivelato gli aspetti più intimi della sua anima.
Confidò di essere stata conquistata dal 'divino amore' all'età di dieci anni, che l'ha accompagnata per tutta la vita.
Le sue opere furono incentrate sull'amore, sulle sofferenze e le estasi che produce all'anima.
Nelle Brieven (Lettere), chiarì la sua dottrina mistica, costituita da una miscela di razionalità e passionalità sublimata.
Ancora più significativi furono i Liederen (Canti), realizzati riadattando gli schemi della lirica provenzale alla sua forte espressività, e ruotanti attorno al tema dell'Assoluto, dell'amore frutto della trasposizione dell'ideale cavalleresco, dell'umiltà come condizione di grazia e della contrapposizione tra quest'ultima e la fierezza.
Le Visionen (Visioni) contengono intense manifestazioni di liricità cosmica, per descrivere e trasmettere l'estasi dell'anima.

## Opere
1. Liederen
2. Visionen
3. Brieven